# دایره دایما
دایره دایماً (به لاتین: Diéma Cercle) یک منطقهٔ مسکونی در مالی است که در استان کایس واقع شده‌است. دایره دایماً ۱۲٬۴۴۰ کیلومتر مربع مساحت و ۲۱۲٬۰۶۲ نفر جمعیت دارد.